# High Definition Audio
Intel High Definition Audio (также называемая HD Audio и Azalia) — спецификация для аппаратных аудиокодеков, разработанная и опубликованная компанией Intel в 2004 году. Спецификация направлена на улучшение качества цифрового звука и увеличение количества каналов по сравнению со своим предшественником — Intel AC'97.

## История
Во время разработки спецификация HD Audio была известна под кодовым названием Azalia. Первая версия была выпущена 15 апреля 2004 года. 17 июня 2010 года была выпущена версия 1.0а, содержащая небольшие исправления.

## Описание
Аппаратные кодеки, следующие спецификации HD Audio, должны выводить цифровой звук с частотой дискретизации 192 кГц и разрядностью выборки 32 бита для двух каналов (стерео); или же 32-битный 96 кГц звук для восьми (7.1) и менее каналов. Однако, продолжительное время после публикации спецификации производители аудиокодеков могли не реализовывать некоторые из описываемых свойств, особенно 32-битное качество выборки.
Как и AC’97, спецификация HD Audio определяет архитектуру и программные интерфейсы, используемые хост-контроллером и аппаратным аудиокодеком (на обеих сторонах шины). Реализации хост-контроллера доступны от компаний Intel, nVidia и AMD. Аудиокодеки, способные работать с такими контроллерами, производятся компаниями Realtek, Analog Devices (SoundMAX), Conexant, VIA, Integrated Device Technology (IDT) (через приобретение SigmaTel), Wolfson Microelectronics и бывшей C-Media.
Microsoft Windows XP SP3 и более поздние выпуски Microsoft Windows поддерживают звуковые карты, использующие аудиокодеки стандарта HD Audio, драйвером Universal Audio Architecture. Mac OS X имеет полную поддержку HD Audio через драйвер AppleHDA. Также HD Audio поддерживается семействами операционных систем Linux, OpenSolaris, FreeBSD, NetBSD и OpenBSD.